# Dharan
Dharan er en by i det østlige Nepal, med et indbyggertal (pr. 2005) på cirka 129.000. Byen ligger i Sunsari-distriktet, for foden af Himalaya-bjergene.
26°49′N 87°16′Ø / 26.817°N 87.267°Ø